# Monitor Różnych Ciekawości
„Monitor Różnych Ciekawości” – dwutygodnik informacyjno-rozrywkowy wydawany w Krakowie od stycznia do listopada 1795 roku pod redakcją J. Przybylskiego i Jana Antoniego Maya. 

## Historia
Pierwszy numer pisma ukazał się w styczniu, a ostatni 30 listopada 1795 roku. W sumie wyszły 22 numery w czterech tomach o objętości od 32 do 64 stron. Pismo ukazywało się piętnastego i ostatniego dnia miesiąca (łącznie 22 numery), a na jego łamach publikowano anonimowe artykuły quasi-naukowe, historyczne, literackie, geograficzne oraz wywiady.
Wydawcą i redaktorem pisma był Jan Antoni May. Pomagał mu Jacek Idzi Przybylski. Tłumaczył on z języka francuskiego poezję oraz prawdopodobnie był autorem utworów prozą o tematyce współczesnej i nawiązujących do historii starożytnej. W piśmie znalazło się również 6 wierszy Fryderyka I I Hohenzollerna i jeden tekst Woltera. 